# Rothenbach (Selbitz)
Der Rothenbach ist ein etwa 9 km langer rechter Nebenfluss der Selbitz im oberfränkischen Landkreis Hof in Bayern, der in der Stadt Selbitz mündet.

## Geographie

### Verlauf
Der Bach entspringt auf etwa 620 m ü. NHN nahe dem Flurrand des Waldes Binsig beim Weiler Pinzig von Schauenstein, wo es auch einige Wasserfassungen gibt. Von dort fließt er weitgehend in nördlicher Richtung durch Leupoldsgrün-Neumühl und Schauenstein-Mühldorf. Nachdem er das Selbitzer Dorf Hüttung am linken Hang passiert hat, wendet er sich nach Nordwesten ins Selbitzer Stadtgebiet. Danach zieht aus dem Nebental des Tännichsbachs die Bahnstrecke Hof–Bad Steben ins Tal und der Bach fließt unter dem Dorf Rotenbürg über dem rechten Hang vorbei, dem gegenüber am linken Hang die Einöde Hüttungshaus liegt.
Am Zulauf des nächsten großen Zuflusses Renreuthbach gesellt sich die Kreisstraße HO 33 zur Bahnlinie, die Selbitz knickt dort nach Westen ab und erreicht nach Wenigem den Hauptort Selbitz. Dort fließt sie wenige Meter oberhalb deren Flussbrücke von rechts und auf etwa 507 m ü. NHN in die von Süden kommende Selbitz ein, die bald danach ebenfalls nach Westen abknickt.
Der Rothenbach mündet nach 9,2 km langem Lauf mit mittlerem Sohlgefälle von etwa 12 ‰ rund 113 Höhenmeter unter seiner Quelle.

### Zuflüsse
Von der Quelle zur Mündung. Auswahl.
Höhen abgefragt auf der amtlichen topographischen Karte, Länge und Einzugsgebiet nach dem amtlichen Gewässerverzeichnis.
- (Bach um den Löwenberg), von rechts auf ca. 573 m ü. NHN nach Leupoldsgrün-Neumühl, 2,2 km und 1,7 km²
- Tännichsbach, von rechts auf ca. 536 m ü. NHN nordwestlich von Leupoldsgrün-Lipperts bei Villa Görisch, 2,3 km und 2,7 km²
- Rennreuthbach, von rechts auf ca. 523 m ü. NHN kurz vor Selbitz, 1,7 km und 2,6 km²
- Föhrigbach, von rechts auf ca. 518 m ü. NHN in Selbitz, 3,9 km und 6,6 km²

## Hochwasser
Vom Hochwasser im Juli 2021 war auch der Rothenbach betroffen. Er trat in Selbitz bei seiner Mündung in den gleichnamigen Fluss über seine Ufer und überflutete angrenzende Grundstücke und Gebäude im Stadtzentrum, darunter die Schule und das Rathaus.